# Romuva
Romuva (lit. Senovės baltų religinė bendrija Wspólnota religijna dawnych Bałtów) – założona w XX w. na Litwie i tam głównie działająca współczesna pogańska wspólnota religijna, odmiana bałtowierstwa. Romuva prowadzi działalność również w Stanach Zjednoczonych, Australii, Kanadzie, Wielkiej Brytanii oraz Norwegii (głównie wśród emigrantów z Litwy) . Praktyki religijne Romuvy uważane są przez wielu jej wyznawców za ważny element składowy dziedzictwa kulturowego Bałtów, na równi z tradycyjną sztuką, bałtyjskim folklorem, kultywowaniem świąt czy wykonywaniem tradycyjnych pieśni. Nazwa wspólnoty pochodzi od nazwy starożytnej pruskiej świątyni Romowe (prus. Rāmawa) z Nadrowii, którą opisał Piotr z Dusburga  .

## Historia

### Pogaństwo i chrześcijaństwo

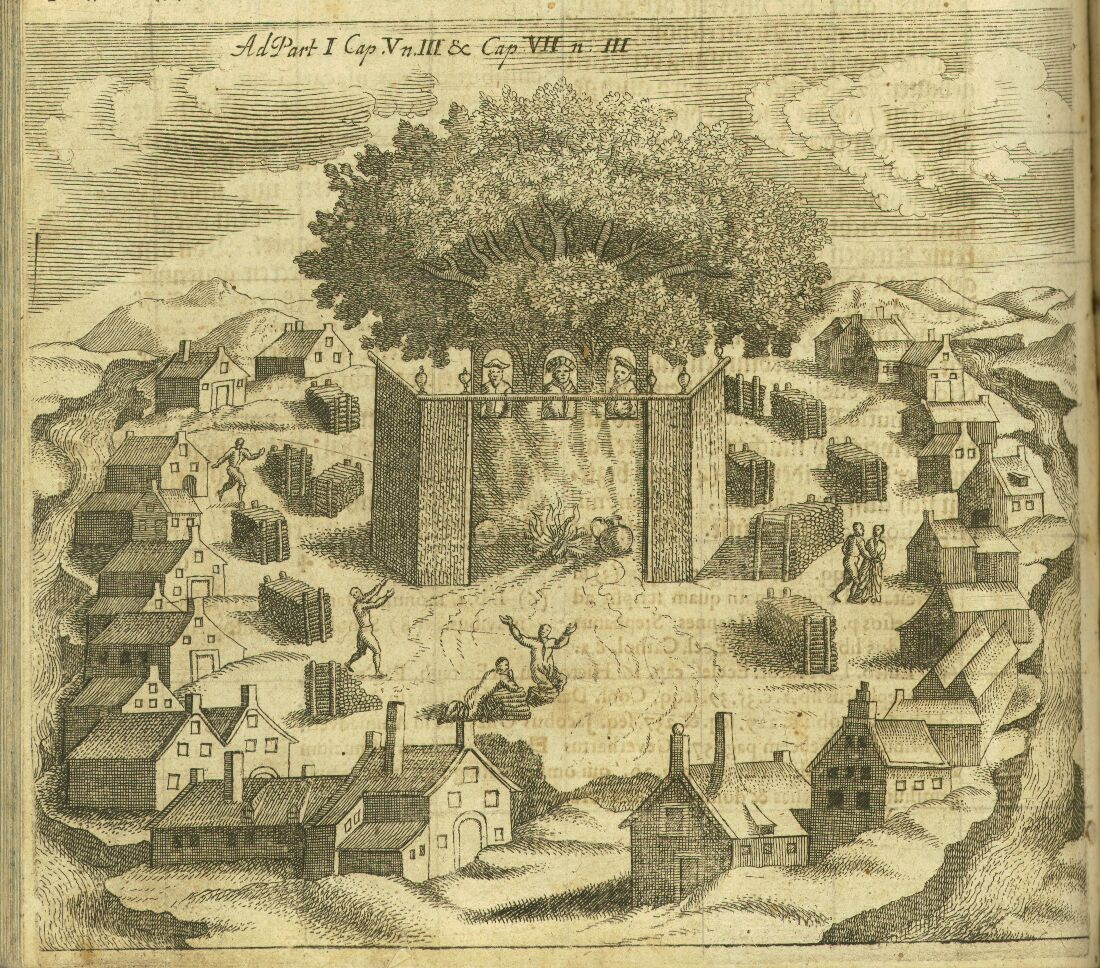
Rysunek Romowe (centrum kultury bałtyjskich bóstw) według opisu Szymona Grunaua

Przedchrześcijańskie bałtyjskie praktyki oraz kulty religijne ewoluowały pod wpływem rozmaitych – wewnętrznych i zewnętrznych – sił oraz procesów (migracja, podboje), jakim podlegało społeczeństwo. Od XI wieku Bałtowie zaczęli mocniej zderzać się z kulturą chrześcijańską, chociaż pierwsi wspomniani w źródłach pisanych misjonarze przybyli na te tereny już w IX wieku. Roczniki Kwedlinburskie opisują misję Brunona z Kwerfurtu, który próbował nawrócić pogan zamieszkujących tereny pomiędzy ówczesną Litwą a Prusami w 1009 r. Wraz z 18 towarzyszami został jednak zamordowany przez Jaćwingów. Od 1199 r. Kościół rzymskokatolicki zaczął organizować wyprawy krzyżowe przeciwko poganom znad Morza Bałtyckiego. Od wschodu, przez księstwa ruskie, do plemion bałtyjskich docierało też prawosławie. 
W 1251 r. Wielki Książę Litewski Mendog (lit. Mindaugas) przyjął chrzest. Pomimo przyjęcia wiary katolickiej, jak wspomina Kodeks Hipacki, książę nie zrezygnował z czczenia „pogańskich bogów”. Składał ofiary najwyższemu bogu Perkunowi, Telawelowi (bóg kowali) oraz Żvorunie (bogini lasów oraz myśliwych). W 1261 r. Mendog oficjalnie wyrzekł się chrześcijaństwa. Pomimo ciągłych ataków krzyżowców w czasach Wielkiego Księcia państwo litewskie znacznie powiększyło swoje terytorium i utworzyło „imperium pogańskie”. 
Wiara dawnych Bałtów praktycznie do 1387 r. była oficjalną religią Wielkiego Księstwa Litewskiego. Syn Olgierda, Jagiełło (lit. Jogaila) w 1386 r. przyjął chrzest i został królem Polski. W 1387 r. ochrzcił Litwinów w Wilnie. Właśnie tę datę uznaje się za datę chrztu Litwy, ponieważ kraj został ponownie uznany za pogański po tym, jak Mendog rzekomo wyparł się chrześcijaństwa.
Litwa była ostatnim państwem w Europie, którego władcy przyjęli chrześcijaństwo. W związku z tym aż do końca XIV wieku oficjalnie kultywowano tam rdzenną religię. Po przyjęciu chrześcijaństwa wierzenia bałtyjskie zaczęły stopniowo zanikać i zachowały się głównie wśród chłopstwa; w wyższych warstwach odchodzenie od wiary etnicznej było widoczne już wcześniej. Rdzenne praktyki religijne wśród chłopów, zwłaszcza na Żmudzi, odnotowywano aż do początku XVII wieku.

### Romantyzm i odrodzenie narodowe

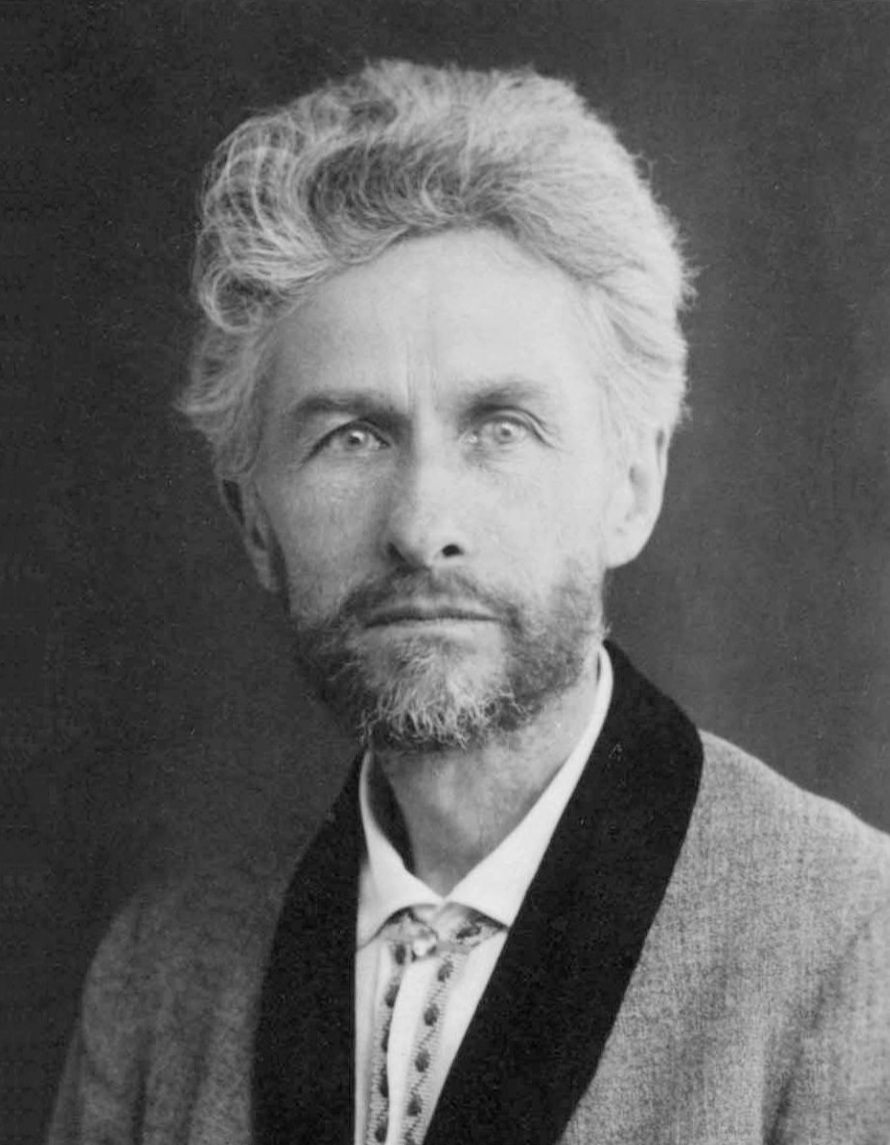
Na początku XX wieku w swoich pismach Vydūnas opisywał wartości wiary dawnych Bałtów

W XIX wieku pod wpływem idei romantyzmu, a zwłaszcza na początku okresu odrodzenia narodowego (koniec stulecia), litewski folklor i „pogaństwo” zaczęły być idealizowane przez litewską inteligencję. Niektórzy historycy tego okresu wskazywali na piękno „starożytnego politeizmu” i sami tworzyli pewne elementy litewskiej mitologii. Najsłynniejszym z nich był Teodor Narbutt (lit. Teodoras Narbutas), który przystosował mitologię litewską do starożytnych mitów greckich, a także tworzył nowe mity.
Na początku XX wieku elementy pogaństwa można było jeszcze odnaleźć w folklorze oraz zwyczajach. Lud celebrował tradycyjne święta, w których dawne tradycje przeplatały się z chrześcijańskimi. W tym czasie wartość naturalnej wiary bałtyjskiej propagował w swych publikacjach Vydūnas (Vilhelmas Storosta). Pisarz jest uważany za jednego z prekursorów Romuvy. To właśnie od niego twórcy wspólnoty przejęli zalążki podobieństw bałtyjskiego pogaństwa z hinduizmem. Poszukiwania dotyczyły nie tylko wątków językowych, lecz także duchowych oraz kulturowych powiązań z Indiami.

### Okupacja sowiecka
W latach 70. XX wieku stosunkowo przyjazne stosunki między Związkiem Radzieckim a Indiami umożliwiły prowadzenie badań naukowych, które ujawniły podobieństwa pomiędzy mitologią, zwyczajami, a także językiem w krajach bałtyjskich i w Indiach. W 1967 roku grupa profesorów założyła Towarzystwo Przyjaciół Indii. W tym samym roku Jonas Trinkūnas powołał do życia towarzystwo krajoznawcze Ramuva.
Ateistyczna polityka Związku Radzieckiego miała przede wszystkim na celu odwrócenie uwagi społeczeństwa od Kościoła katolickiego, który był postrzegany przez władzę jako wróg polityczny, tj. siła zdolna do mobilizowania i organizowania społeczeństwa. Jednocześnie ruchy „nowopogańskie” były kojarzone z nacjonalizmem i z tego powodu także nie były tolerowane (w 1974 r. Jonas Trinkūnas został usunięty z Uniwersytetu Wileńskiego za „działalność narodową”). Zgodnie z polityką „głasnosti” Michaiła Gorbaczowa, w 1988 r. Romuva ponownie rozpoczęła swoją działalność. Organizacja była aktywnie zaangażowana w ruch na rzecz niepodległości Litwy.

### Po odzyskaniu niepodległości
Po odzyskaniu niepodległości neopogaństwo stało się ruchem bardziej religijnym niż społeczno-kulturowym. Działalność Romuvy została sformalizowana w 1992 r., kiedy to po raz pierwszy została ona oficjalnie zarejestrowana jako wspólnota religijna Bałtów. W 2002 r. neopogańskie społeczności z Wilna, Kowna oraz Malatów formalnie połączyły się w jedną Romuvę .
W 2003 r. z powodu różnic teologicznych, obrzędowych oraz świątecznych od Romuvy oddzieliła się społeczność Druwi .
Według spisu powszechnego z 2011 r. ponad 5 tys. mieszkańców Litwy zadeklarowało się jako wyznawcy „wiary bałtyjskiej”. W 2001 r. liczba ta wynosiła około 1 tysiąca. Warto zauważyć, że nie wszyscy wyznawcy „wiary bałtyjskiej” należą do wspólnoty Romuva. Obecnie Romuva jest największą spośród nietradycyjnych religii na Litwie.

## Struktura
Wyznawcy Romuvy są zjednoczeni w formalnych wspólnotach religijnych. W 2002 r. Romuva została zarejestrowana  przez Ministerstwo Sprawiedliwości Republiki Litewskiej. Zrzesza obecnie około 30 zarejestrowanych bądź nieformalnie aktywnych społeczności na Litwie i za granicą (w USA, Kanadzie, Wielkiej Brytanii oraz Norwegii). 
Sformalizowaną wspólnotą religijną kieruje wyłoniony pogański duchowny – kriwe (lit. krivis). Od samego początku istnienia wspólnoty stanowisko to zajmował Jonas Trinkūnas – etnolog, laureat nagrody im. J. Basanavičiusa. Po jego śmierci w 2014 r. funkcję tę sprawuje jego żona Inija Trinkūnienė. Poszczególne grupy mają od jednego do kilku kapłanów (wajdelotów, lit. vaidila). Mają oni prawo m.in. do udzielania małżeństwa oraz przeprowadzania ceremonii pochówku. W razie potrzeby kriwe zwołuje krąg wajdelotów. Takie zgromadzenie omawia oraz podejmuje decyzje w ważnych dla społeczności sprawach .
W 2018 r. przedstawiciele litewskich wspólnot religijnych wchodzących w skład Romuvy oraz bałtowiercy z Łotwy (grupa Dievturība) postanowili połączyć siły i utworzyć jedną międzynarodową organizację.

## Wiara
Religia dawnych Bałtów, na której skupia się Romuva, stanowi zbiór różnych przedchrześcijańskich praktyk religijnych, kultów oraz światopoglądów, które funkcjonowały na obszarze zamieszkiwanym przez plemiona bałtyjskie. Wspomniane praktyki oraz zwyczaje były wielowarstwowe i z czasem ewoluowały, np. zmieniały się zwyczaje pogrzebowe, co wskazuje na istotne zmiany światopoglądowe. Marija Gimbutas uważała, iż przodkowie Bałtów czcili boginię Ziemi oraz inne bóstwa kobiece, podczas gdy indoeuropejscy przybysze wierzyli w boga Nieba oraz czcili inne bóstwa męskie. Romuva nie stara się objąć całej różnorodności dawnej religii Bałtów, lecz skupia się na jednym jej aspekcie - chtonicznym, którego elementy zachowały się w wierzeniach kultywowanych przez warstwę chłopską. Sama Romuva uważa się za kontynuatorkę bałtyjskich praktyk religijnych, które przetrwały w folklorze oraz zwyczajach ludowych.
Obrzędy i święta Romuvy jej założyciele tworzyli na podstawie zachowanych i zrekonstruowanych elementów przedchrześcijańskiej religii bałtyjskiej oraz folkloru. Inspiracje czerpali również z Wed. Zarówno Vydūnas, jak i J. Trinkūnas w celu zdystansowania się od chrześcijaństwa zaczęli kojarzyć dawną wiarę bałtycką z hinduizmem. Audrius Dundzila, założyciel chicagowskiej Romuvy, nie wyklucza możliwości uzupełnienia wiary Bałtów niektórymi filozoficznymi i religijnymi elementami hinduizmu, a także wprowadzenia praktyk duchowych, takich jak medytacja czy joga. J. Trinkūnas, opierając się na filozofii hinduizmu, z pojęcia Dharma wyprowadził jedną z podstawowych zasad wiary Romuvy – harmonię (lit. darna).

### Światopogląd
Wspólnota Romuvy uważa, że reprezentuje religię praktykowaną przez ludność zajmującą się głównie pracą na roli, czyli religię chtoniczną (tj. ziemi i podziemia). Jej wyznawcy wierzą w świętość przyrody, więc niebiańska transcendencja traci tu swoje szczególne znaczenie, choć nie jest odrzucana. Członkowie Romuvy uważają również, że natura jest wieczna. Według litewskich mitów (etiologicznych legend wywodzących się z dawnych wierzeń) świat został stworzony przez dwóch bogów – światła i ciemności, stworzenia i zniszczenia, nieba i podziemia – Dievsa oraz Velniasa. Ich interakcje i opozycje tworzą harmonię i byt.
Główne bóstwa mitologii bałtyjskiej to: Dievas (bóg nieba, Prawiek), Perkūnas (odpowiednik słowiańskiego Peruna), Žemyna (Matka Ziemia), Laima (bogini przeznaczenia) oraz Saule (bogini słońca). Na świecie istnieje jednak wiele pomniejszych bóstw, dlatego ludzie wybierają je zgodnie z tradycją lub tym, co jest im najbliższe. Według wierzeń, bogowie oraz boginie mogą być też powiązani z określonymi miejscami oraz wydarzeniami historycznymi.
Według Romuvy człowiek i bogowie są częściami natury, które są od siebie zależne. Jej wyznawcy wierzą, że harmonia – równowaga między czynnikami natury, świata i społeczeństwa – ma tendencję do osłabiania się i erozji. Uważa się więc, że celem człowieka jest dążenie do harmonii. Podkreśla się też wagę uczciwości, a także szacunku do innych. Wyznawcy Romuvy otaczają czcią swoich przodków, wierzą też w istnienie świata pozagrobowego.

### Obrzędy

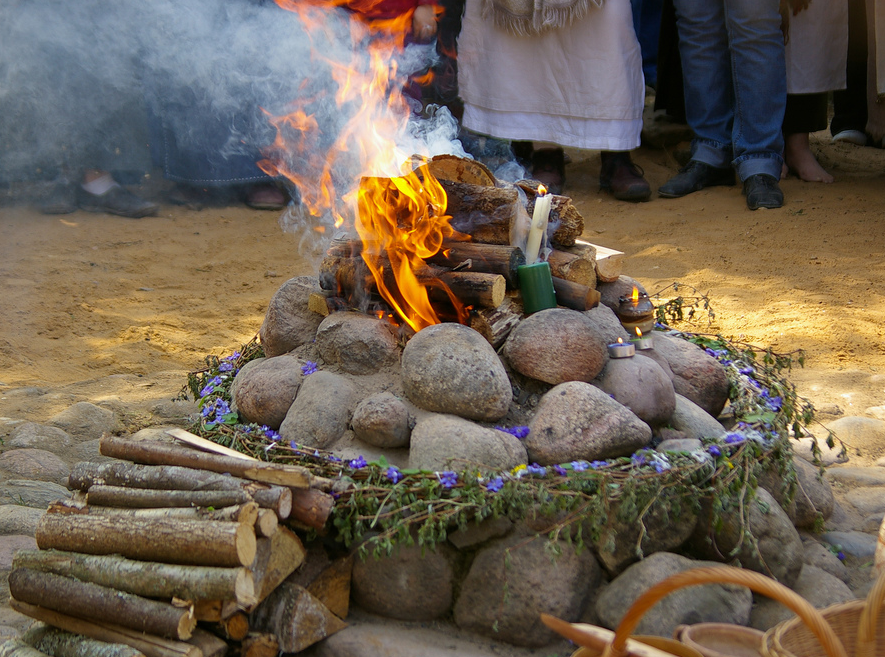
Romuvański ogień obrzędowy

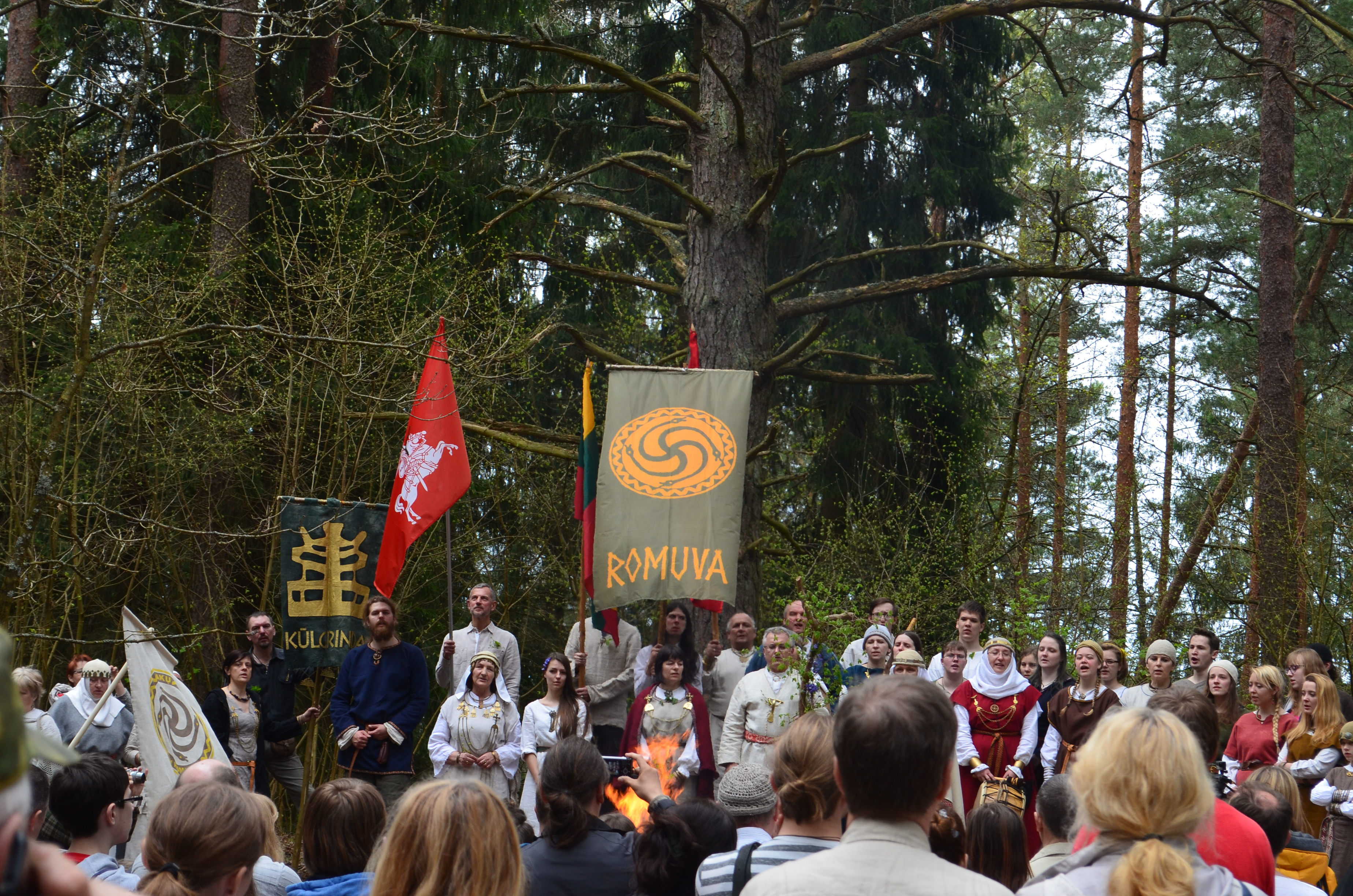
Co roku Romuva organizuje Święto Jorė w Kulionisach

Najważniejsze obrzędy odbywają się raz w roku, podczas święta Jorė, celebrowanego jako święto wiosny i przebudzenia przyrody. Inne uroczystości odbywają się według kalendarza oraz cyklu życia człowieka. Święta oparte na kalendarzu oraz cyklu życia człowieka posiadają wiele tradycyjnych obrzędów, które często różnią się w poszczególnych regionach. Różnice dotyczą również czczenia poszczególnych bogów oraz bogiń.
Podczas obrzędów wykonywane są ludowe pieśni oraz tańce. Rytuały są zazwyczaj odprawiane w starożytnych litewskich świętych miejscach - dawnych pogańskich świątyniach (lit. alkas), które najczęściej znajdowały się na wzgórzach, skałach, wśród drzew. Starożytni Bałtowie byli uważani za mediatorów pomiędzy ludźmi a bóstwami.
W czasie najważniejszej ceremonii we wspólnocie Romuvy następuje zapalenie rytualnego ognia oraz złożenie hołdu bogini Gabiji, poprzez ofiarowanie jej soli. Jeszcze do XX w. obrzędy te były odprawiane każdego ranka podczas rozpalania ognia w domu. Kolejnym etapem jest  oddanie czci głównej parze bogów: Žemynie oraz Perkūnasowi. Odbywa się to poprzez łyk piwa, miodu pitnego (lub innego odświętnego napoju) i przesłanie światu ceremonialnej miarki (zgodnie z ruchem wskazówek zegara), tj. życząc sąsiadowi po lewej stronie dobra (dostatku, harmonii, płodności oraz radości). Naczynie krąży pośród zebranych raz bądź trzy razy. Następnie oddaje się cześć pozostałym bóstwom.

### Święta
Główne święta wyznawców Romuvy związane są z przyrodą, zwłaszcza z przesileniem i równonocą (równonoc wiosenna, przesilenie letnie, równonoc jesienna oraz przesilenie zimowe).
Wyznawcy obchodzą również inne święta: Wielkanoc, Noc Kupały, Święto plonów (lit. Dagotuvės), Boże Narodzenie, Ostatki, Zielone Świątki, Dziady (lit. Vėlynės) i inne.
Wspólnota organizuje również uroczystości z okazji szczególnych wydarzeń w życiu wyznawców (zawarcie małżeństwa itp.).